# Wiomad
Der heilige Wiomad (auch Weomad, Weomadus oder Wiemad; † 8. November 791) war Bischof und Erzbischof von Trier von 762 bis 791.
Er war Mitgründer der Abtei Lorsch. 
780 erhob Bischof Wiomad die Gebeine des Hl. Castor von Karden und setzte sie in der örtlichen Paulinus-Kirche zu Karden bei. Dies bedeutete die offizielle kirchliche Anerkennung seines Kultes und kommt einer heutigen Seligsprechung gleich. 